# Rzecz (prawo)
Rzecz – w sensie prawnym i ekonomicznym istniejąca część przyrody, która występuje w stanie pierwotnym lub przetworzonym – bez względu na to, czy ma jakąś wartość majątkową. Na pojęcie rzeczy składają się dwie cechy: 
- materialny charakter – w szczególności tylko przedmioty materialne mogą być posiadane w sposób powszechnie widoczny;
- wyodrębnienie z przyrody – jest niezbędną przesłanką tego, aby rzeczy mogły funkcjonować w obrocie cywilnoprawnym.

## Wyodrębnienia
Wyodrębnione materialnie przedmioty mogą być wyjęte z obrotu cywilnoprawnego ze względów moralnych lub w interesie publicznym. Tracą wtedy właściwość „rzeczy” (res extra commercium). Rzeczami nie są:
- zwłoki oraz odłączone od ciała ludzkiego komórki, tkanki i narządy, w tym i krew
- zwierzęta – jednakże zastrzeżono, że w sprawach nieuregulowanych w ustawie o ochronie zwierząt stosuje się odpowiednio przepisy dotyczące rzeczy[1] (zwłaszcza przepisy regulujące prawo własności i obrót zwierzętami).

## Rodzaje
Rzeczy dzielą się na:
- ruchomości i nieruchomości;
- podzielne i niepodzielne;
- indywidualnie oznaczone – to rzeczy posiadające cechy indywidualne, im tylko właściwe, np. obraz konkretnego malarza, samochód zarejestrowany na kogoś, gatunkowo oznaczone – to rzeczy określone jedynie przez wskazanie ich cech rodzajowych oraz oznaczenie ilości, miary i ciężaru, np. zboże, węgiel, kalendarz.

Do rzeczy mogą należeć także części składowe i przynależności.